# Heteluchtoven
Een heteluchtoven is een oven die wordt verhit door geforceerde circulatie van hete lucht.
De lucht wordt in een warmtewisselaar verhit en met een ventilator in de oven geblazen. Omdat de warme lucht zich zeer snel verspreidt, kan de temperatuur van een heteluchtoven vaak lager worden ingesteld dan bij een conventionele gasoven.
Heteluchtovens kunnen extra opties hebben zoals stoominjectie en een grillfunctie. Professionele heteluchtovens onderscheiden zich in de grootte van de oven, afmetingen van de bakplaten of roosters en de kracht van de warmtewisselaar. 